# Сосфен (апостол від сімдесяти)
Сосфен (Состен) [ˈsɒsθə.niːz] (грец. Σωσθένης, Sōsthénēs) — головний управитель синагоги у Коринфі. Згідно з Діяннями Апостолів, його схопив та побив натовп у присутності Галіона, римського намісника, коли той відмовився виступити проти Павла, як того вимагали юдеї (Діян. 18:12-17). Мотиви цього нападу на Сосфена не зафіксовані. Деякі рукописні вставки визначають натовп, як той, що складався з «греків», інші — з «євреїв».

## Ідентифікація
Деякі історики ототожнюють Сосфена з супутником апостола Павла, якого називають «Сосфеном, нашим братом» (грец. Σωσθένης ὁ ἀδελφός, латиніз. Sōsthénēs ho adelphós, дос. «Сосфен брат»), навернений у християнську віру співавтор Першого послання до Коринфян (1 Кор. 1:1-2). Незрозуміло, чи така ідентифікація можлива. За словами протестантського богослова Генріха Мейєра, «Феодорит Кирський і більшість коментаторів, включаючи Флетта, Більрота, Евальда, Майєра [і] Гофмана, ототожнюють Сосфена з особою, названою так в Діяннях 18:17, але це заперечують Міхаеліс, Потт, Рюкерт, і де Ветте». Ім'я на той час було достатньо поширене.
Було також припущено, що Сосфен — пізніше ім'я Криспа, який згадується в Діяннях (Діян. 18:8) і Першому посланні до Коринфян (1 Кор. 1:14), але Стронг і МакКлінток кажуть, що «це твердження свавільне і необґрунтоване».
Традиційно входить до числа сімдесяти учнів (Лука 10:1).